# Veere (Pöide)
Veere – wieś w Estonii, w prowincji Sarema, w gminie Pöide.